# Кольонія-Важимовська
Кольонія-Важимовська (пол. Kolonia Warzymowska) — село в Польщі, у гміні Скульськ Конінського повіту Великопольського воєводства.
Населення — 171 особа (2011).
У 1975-1998 роках село належало до Конінського воєводства.

## Демографія
Демографічна структура станом на 31 березня 2011 року:
|          | Загалом | Допрацездатний вік | Працездатний вік | Постпрацездатний вік |
| -------- | ------- | ------------------ | ---------------- | -------------------- |
| Чоловіки | 89      | 19                 | 55               | 15                   |
| Жінки    | 82      | 11                 | 49               | 22                   |
| Разом    | 171     | 30                 | 104              | 37                   |